# Tico Torres

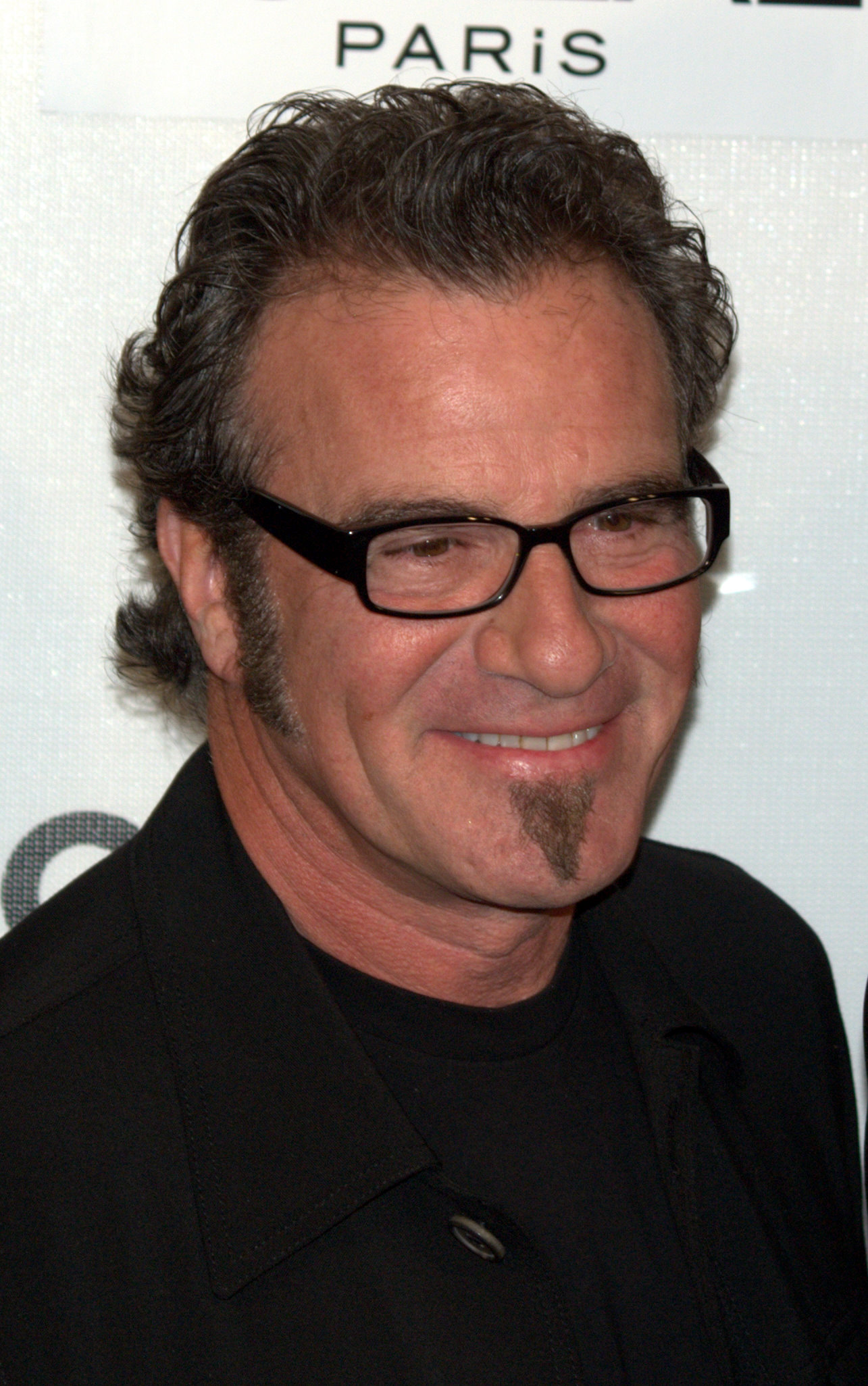
Tico Torres, 2009.

Hector Samuel Juan "Tico" Torres (New York, 7 oktober 1953) is de drummer en percussionist van Bon Jovi.
Hij groeide op in Colonia, New Jersey als zoon van een Cubaans-Italiaanse moeder Emma Torres en Cubaanse vader Hector. Hij ging er naar de JFK Memorial High School.
Als jongere was Torres een ware jazzliefhebber en studeerde hij muziek bij Joe Morello. Voordat hij deel uit ging maken van Bon Jovi in 1983 had hij al samengespeeld met Frankie and The Knockouts, Pat Benatar, Chuck Berry, Cher, Alice Cooper en Stevie Nicks. In totaal nam hij met hen 26 albums op.
Torres ontmoette Alec John Such, de voormalig bassist van Bon Jovi, toen hij speelde voor een band genaamd Phantom's Opera. Uit de vriendschap die hieruit ontstond, volgde zijn aansluiting bij Bon Jovi.
Naast zijn muzikale carrière ontwikkelde Torres zich ook als artistiek schilder. Sinds 1994 heeft hij zijn kunst meerdere malen tentoongesteld.
Torres verloofde zich in 1995 met het Tsjechische fotomodel Eva Herzigová, met wie hij op 7 september 1996 in het huwelijk trad. Na twee jaar huwelijk scheidde hij van haar. In 2001 trouwde hij met Maria Alejandra (zijn derde huwelijk, na reeds getrouwd te zijn geweest voor zijn aansluiting bij Bon Jovi in 1983). Uit dit huwelijk werd een zoon, Hector Alexander, geboren.